# Nouveau Cirque

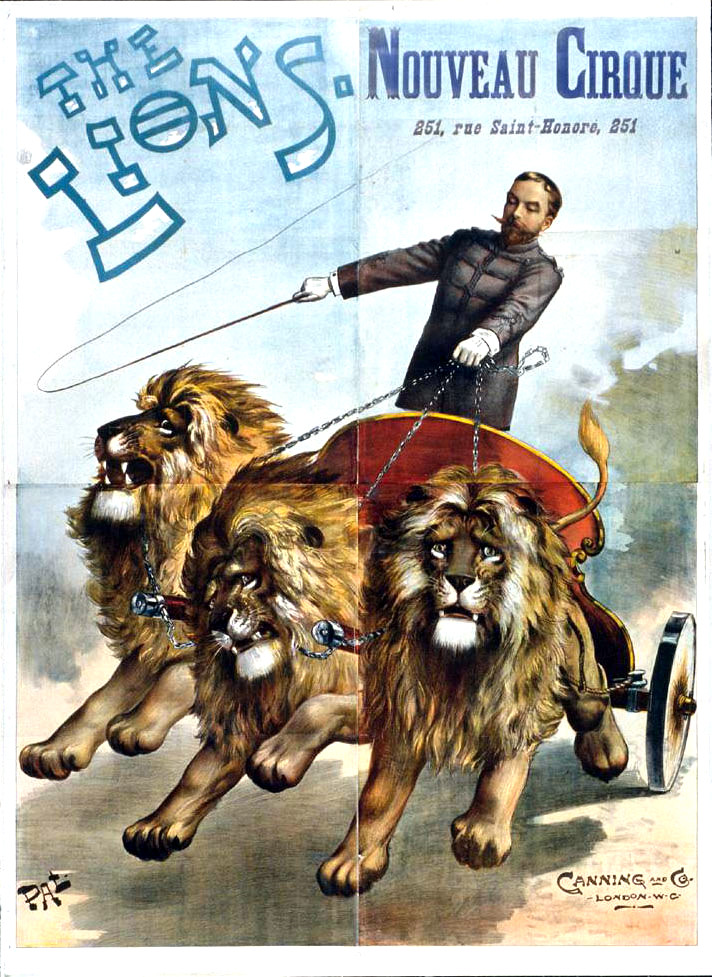
Plakát pro představení v cirkusu

Nouveau Cirque (tj. Nový cirkus) byl cirkus v Paříži. Nacházel se na adrese č. 251 Rue Saint-Honoré v 1. obvodu. Cirkus byl slavnostně otevřen 12. února 1886 na místě předchozích podniků Cirque-Olympique a Bal Valentino. Jeho jezdecká aréna mohla být přeměněna na vodní plochu. Cirkus byl uzavřen 18. dubna 1926 kvůli demolici.